# Philonotis conostomoides
Philonotis conostomoides là một loài rêu trong họ Bartramiaceae. Loài này được Ochyra mô tả khoa học đầu tiên năm 1997.